# وهمیر خاچیکیان
وهمیر ولادیمیری خاچیکیان (ارمنی: Վեհմիր Վլադիմիրի Խաչիկյան؛  زادهٔ ۱۵ دسامبر ۱۹۲۷ - درگذشته ۲۵ آوریل ۲۰۰۳) بازیگر تئاتر و سینما اهل ارمنستان بود.

## زندگی‌نامه
وی در ۱۵ دسامبر ۱۹۲۷ به دنیا آمد . وی به عنوان بازیگر در تئاتر نمایشی هراچیا غاپلانیان فعالیت می‌کرد. وی همچنین برنده جوایزی همچون هنرمند مردمی ارمنستان شوروی (۱۹۸۴) شد. وی در ۲۵ آوریل ۲۰۰۳ در سن ۷۵ سالگی در ایروان درگذشت.